# Casa de la Cultura de Máfil
La Casa de la Cultura de Máfil, también conocida como ex Casa Fehlandt, es un centro cultural de la ciudad chilena de Máfil, en la Región de Los Ríos, Chile. Adquirida en 1986 por Ilustre Municipalidad de Máfil. Sus dependencias se encuentran en la casa construida en 1928 por el colono alemán Hans Fehlandt, Situada en el fundo Lefian-Pidey, la cual fue declarada Monumento Nacional en la categoría de Monumento Histórico en 2014.

## Historia
El inmueble fue construido en el año 1928 por Hans Fehlandt, descendiente de los primeros colonizadores alemanes, que llegaron al sur del país a mediados del siglo XIX.
La casa fue construida en madera, siendo una construcción representativa de las técnicas tradicionales alemanas. La edificación está ubicada al frente a la estación ferroviaria, consta de dos niveles y en un comienzo fue de uso habitacional, funcional al fundo de la familia Fehlandt, parte importante de lo que sería posteriormente la comuna de Máfil.
La vivienda cambio desde un uso exclusivamente habitacional, hacia una función de "pulpería" para los trabajadores de fundo y almacén para los habitantes de la ciudad.
En la década de los años 80, la propiedad fue traspasada al municipio, convirtiéndola en Centro Cultural, función que ha cumplido hasta la actualidad.
El 15 de enero de 2015 fue declarada Monumento Nacional en la categoría de «Monumento Histórico»

## Museo
Desde 1986 es administrada por el municipio local, las primeras iniciativas que se instalaron en el interior del inmueble fue la Biblioteca Municipal y luego los talleres artísticos en el área de la música, literatura y danza, actividades de extensión y educación para la comunidad y variados eventos e iniciativas de rescate y difusión patrimonial.